# ペーターヴァルダインの戦い
ペーターヴァルダインの戦い（独: Schlacht von Peterwardein）は、墺土戦争における戦闘の一つで、1716年8月5日に現在のセルビア・ヴォイヴォディナ自治州南バチュカ郡の都市ペトロヴァラディン（ペーターヴァルダイン）でハプスブルク帝国（オーストリア）とオスマン帝国が衝突した。

## 経緯
1715年、オスマン帝国のスルタン・アフメト3世は、先のカルロヴィッツ条約で失った領土の回復を求めて再び軍を動かし、ヴェネツィア領ペロポネソス半島に侵攻した。ヴェネツィアと協定を結んでいたオーストリアは、ようやくスペイン継承戦争を終結させたばかりで軍は著しく疲弊していたが、やむなく翌1716年にオスマン帝国に宣戦布告、8万の兵力を投入し、指揮官には先々の戦争で活躍したプリンツ・オイゲンを充てた。

## 戦闘経過
7月2日にオーストリアは首都ウィーンを出発、ドナウ川に沿って南進してセルビアを目指した。対するオスマン帝国は大宰相でアフメト3世の娘婿でもあるシラーダーリ・ダマト・アリ・パシャがセルビアの中心都市ベオグラードで軍勢を動員、イェニチェリ4万、スィパーヒー2万、残りはタタール、ワラキア、エジプトなど属領からの兵隊で構成された15万の大軍で北上、7月26日から27日にかけてサヴァ川を渡り、8月2日にオーストリア軍の先鋒を蹴散らし、翌日の3日にドナウ川の要衝でオーストリア軍が守備しているペーターヴァルダイン要塞に取り付き、攻城のために塹壕を掘り始め砲撃を開始した。
オイゲンは4日にペーターヴァルダインに到着、5日朝にオーストリア軍主力の来援を得たペーターヴァルダインの守備隊は反撃に転じた。攻撃をかけた中央の歩兵隊がイェニチェリによって逆に狭間に押し込まれるなど混乱したが、オイゲンは巧みに陣を立て直し、騎兵隊を率いて側面を襲撃してオスマン帝国軍を包囲、昼過ぎに敵軍を撃ち破ることに成功する。オスマン帝国軍は大混乱に陥り大半が戦死したり捕らえられ、アリ・パシャも戦死して軍は完全に崩壊、残った軍勢はベオグラードへ敗走していった。
オーストリア軍は戦後、ベオグラードへ向かうはずであったが、ドナウ川とサヴァ川に囲まれているベオグラードを攻めるには軍船が不足していたため、オーストリア軍は包囲出来る体勢に無かった。そのため、オイゲンは北上してトランシルヴァニアへ進軍して、10月にバナトの中心であるティミショアラを平定した。ドナウ川北岸を固めたオイゲンは11月に帰国、艦隊建造を含めた軍備を進め、翌1717年にベオグラードを包囲した。オスマン帝国でも大宰相ハジ・ハリル・パシャ（アリ・パシャの後任）が救援に向かい両軍はベオグラードを挟んで激突した（ベオグラード包囲戦）。